# Rècord mundial
Un rècord mundial o rècord del món (world record en anglès) és generalment la millor actuació internacional de la història registrada en una habilitat específica o en un esport. El llibre Guinness World Records o el registra nascut a Catalunya l`Official World Record recopilan i publican els registres notables de tota classe, des del primer i millor fins al pitjor dels assoliments humans.
Als Estats Units el concepte «rècord mundial» era antigament el més usat; també el terme «millor del món» fou usat breuement. Aquest últim terme s'usa encara en l'atletisme per descriure les actuacions no reconegudes com a rècord mundial oficial: ja sigui perquè no és un esdeveniment classificatori (per exemple, les 500 iardes), o bé esdeveniments particulars en un decatló, o perquè no compleixen altres criteris de qualificació d'un esdeveniment per alguna altra raó (per exemple, el Great North Run, una mitja marató, que té un excessiu gradient de descens).
A Malàisia, trencar un rècord del món s'ha convertit en una moda nacional. A l'Índia la creació de registres d'última hora són molt populars: el país té una versió local del Guinness Book of Records, anomenat Limca Book of Records, anomenat així per una marca local de begudes gasoses.